# Gianni Elsner
Gianni Elsner, all'anagrafe Giovanni Guido Elsner (Merano, 27 settembre 1940 – Roma, 5 ottobre 2009), è stato un attore, conduttore radiofonico e politico italiano.

## Biografia
Diplomatosi odontotecnico, decise di non seguire le orme del padre adottivo che lavorava in officina e si trasferì a Roma nel 1965, dove frequentò l'Accademia Nazionale d'Arte Drammatica Silvio D'Amico, da cui venne estromesso dopo circa un anno per aver partecipato ad uno spettacolo senza l'autorizzazione della direzione dell'Accademia. Dopo aver partecipato al telefilm La chiusa (1968), della serie Le inchieste del commissario Maigret, negli anni settanta ottiene ruoli minori in film soprattutto del genere comico e poliziottesco come Decameron nº 3 - Le più belle donne del Boccaccio, La polizia interviene: ordine di uccidere! e La malavita attacca... la polizia risponde!.
Il 1976 inizia anche una carriera radiofonica. L'emittente privata romana Radio Luna lo chiama alla conduzione di un talk show. L'impegno, che doveva essere temporaneo, si è invece protratto per oltre trent'anni, spaziando dallo sport alla cultura, al sociale. Trasmette nel corso degli anni da Radio Dimensione Zero, Radio Radio, Radio Serena, Radio Italia anni 60. Negli ultimi anni ha condotto dai microfoni di Radiosei la trasmissione Te lo faccio vedere chi sono io, dal nome di una canzone di Piero Ciampi. L'idea di usarla come sigla fu proposta dal calciatore Luciano Re Cecconi, all'epoca giocatore della Lazio, squadra del cuore di Elsner.
Nel 1992 venne eletto alla Camera dei deputati nella Lista Marco Pannella. Gianni Elsner si iscrive al gruppo misto quasi subito per divergenze sull'utilizzo dello stipendio da deputato che devolve integralmente alla casa di riposo per artisti Lyda Borelli di Bologna.
Muore a Roma la sera del 5 ottobre 2009 all'età di 69 anni, dopo una lunga malattia.

## Filmografia parziale

### Cinema
- Decameron nº 3 - Le più belle donne del Boccaccio, regia di Italo Alfaro (1971)
- Un ufficiale non si arrende mai nemmeno di fronte all'evidenza, firmato Colonnello Buttiglione, regia di Mino Guerrini (1973)
- La polizia interviene: ordine di uccidere!, regia di Giuseppe Rosati (1975)
- Paura in città, regia di Giuseppe Rosati (1976)
- Vento, vento, portali via con te, regia di Mario Bianchi (1976)
- Il... Belpaese, regia di Luciano Salce (1977)
- La malavita attacca... la polizia risponde!, regia di Mario Caiano (1978)

### Televisione
- La donna di quadri, regia di Leonardo Cortese – miniserie TV (1968)
- Le inchieste del commissario Maigret, regia di Mario Landi – serie TV, episodio "La chiusa" (1968)
- I fratelli Karamazov, regia di Sandro Bolchi – miniserie TV (1969)

## Radio
- Jekyll, romanzo a puntate adattamento e regia di Giorgio Albertazzi, musiche di Gino Marinuzzi (1968)